# Society - The Horror
Society - The Horror (Society) è un film del 1989 diretto da Brian Yuzna. 
Dopo il suo primo successo da produttore con Re-Animator, diretto dall'amico Stuart Gordon, questo fu il primo film da regista per Yuzna e divenne un cult tra gli appassionati dell'horror.

## Trama
Il giovane e brillante Bill Whitney dovrebbe considerarsi fortunato, vivendo con i genitori e la sorella Jenny in una splendida villa immersa nel verde a Beverly Hills, eppure è afflitto da un forte senso di inquietudine che lo porta a temere dei suoi familiari dubitando della loro vera natura. Nonostante le cure del medico di famiglia, il Dottor Cleveland, Bill continua a sentire in casa bisbigli misteriosi e risate improvvise, assillato da incubi ricorrenti dove madre, padre e sorella sono degli esseri demoniaci.
Un giorno il goffo amico Blanchard, innamorato respinto di Jenny, gli fa ascoltare un'audiocassetta con delle registrazioni ottenute per mezzo di una cimice inserita in un orecchino della ragazza, contenenti delle conversazioni dall'indubbio sapore erotico che la coinvolgono con i suoi genitori e gli amici, tra i quali un odioso Ted Ferguson. Ben presto però, la cassetta sparisce e Blanchard muore in un incidente. Nonostante Billy faccia breccia nel cuore della bellissima Clarice e si riconcili con il suo amico Milo, il disagio con il suo entourage si acuisce fino alla frattura, divenendo vittima di burle sordide onde farlo crollare.
L'apoteosi è una festa a sorpresa in suo onore, in casa dei suoi genitori, al cospetto di tutta Beverly Hills, trovando i presenti deformati e con espressioni poco rassicuranti, capeggiati dal Dottor Cleveland ed il perfido Ferguson. Stavolta non è l'ennesima allucinazione. La festa è un convitto di mostri sgradevoli dallo sguardo lubrico. La classe dirigente è infatti costituita da mutanti cannibali cui egli non appartiene in quanto adottato da piccolo. L'eccitazione di questi giunge quando viene introdotto un Blanchard ancora vivo, anch'egli adottato, messo all'ingrasso per essere divorato. Billy, immobilizzato con un cappio da accalappiacani, è costretto ad assistere all'orribile fine, consapevole di essere la prossima vittima, ma aiutato da un'impietosita Clarice, che si è innamorata di lui, riesce a liberarsi e dopo aver ucciso Ferguson in una lotta furiosa, fugge con lei e Milo. Davanti agli orridi resti di Ferguson, Cleveland e gli altri alzano le spalle, preoccupandosi di procurarsi le loro prossime vittime.

## Produzione
Il regista ha commentato il proprio film come "realistic", una satira feroce su una classe a detta sua abulica e "di zombies", stupendosi di come nessuno abbia avuto la stessa idea prima di lui. Nel cast la nota star di Playboy Devin Devasquez.

## Distribuzione
Society ha debuttato a Londra nel 1989. Presentato in Italia nella primavera del 1990 alla rassegna Fantafestival di Roma, ottenendo consenso di critica e di pubblico, il film è stato distribuito nelle sale da Life International il 17 agosto dello stesso anno. È stato trasmesso da Rai Tre il 6 dicembre 1991. Il film è circolato nelle sale americane soltanto un anno dopo. Una discutibile e poco pertinente locandina per il circuito italiano, appare in una scena del dramma giovanile Quattro bravi ragazzi (1993).

## Riconoscimenti
- 1990 - Festival internazionale del cinema fantastico di Bruxelles
  - Premio speciale